# Jenna Haze
Jenna Haze (ur. 22 lutego 1982 w Fullerton) – amerykańska aktorka i reżyserka filmów pornograficznych pochodzenia hiszpańskiego, niemieckiego i irlandzkiego.

## Życiorys

### Wczesne lata
Urodziła się w Fullerton w hrabstwie Orange w Kalifornii jako Jennifer Maria Corrales. Bardzo szybko zainteresowała się chłopcami i utraciła dziewictwo pierwszego dnia szkoły średniej w wieku 14 lat. Kiedy uczyła się w szkole średniej, jej rodzice rozwiedli się. Jako 15-latka przerwała naukę i wykonywała dorywczo mało płatną pracę, aby pomóc matce.
Od zawsze była wielkim fanem pornografii. Kiedy skończyła 18 lat przyjęła pracę jako striptizerka, jednak już po pierwszym dniu odeszła. Rok później, podczas pobytu na dyskotece w klubie Orange County poznała osobę mająca kontakty w branży porno.

### Kariera w branży porno
Weszła do przemysłu pornograficznego w wieku 19 lat, dokładnie 19 lipca 2001. W pierwszych latach brała udział w scenach wyłącznie z innymi kobietami – najwyraźniej z powodu jej ówczesnego chłopaka. Potem wystąpiła razem ze swoim agentem Slimem Shady (Dezem) i najlepszym przyjacielem Mooreheadem w filmie The Oral Adventures of Craven Moorehead 8 (2001). W latach 2002–2005 miała kontrakt na wyłączność z Jill Kelly Productions, w ramach którego występowała jedynie w scenach lesbijskich.
Zdobyła ponad 10 nagród, w tym w 2003 otrzymała nagrodę magazynu „Adult Video News” w kategoriach: najlepsza gwiazdka i najlepsza scena seksu solo.
Wzięła udział w jednej z najdroższych produkcji Wicked Pictures Operation: Desert Stormy (2007). W kwietniu 2007 Jenna Haze – Oil Orgy stała się pierwszym dorosłym filmem, który zostanie wydany w formacie Blu-ray.
W styczniu 2008 jej scena z Manuelem Ferrarą w produkcji Evil Anal 2 zdobyła nagrodę AVN za najlepszą scenę seksu pary (wideo).
W sierpniu 2008 otrzymała nagrodę Adult Movie Entertainer w jedenastej edycji Adult Nightclub and Exotic Dancer Awards. 10 stycznia 2009 Haze i Belladonna prowadziły uroczystą 26. galę wręczenia nagród 2009 AVN Awards.
W 2010 była nominowana do XBIZ Award w kategorii gwiazda porno sieci internetowej. Stworzyła własną firmę produkcyjną Jennaration X Studios, pierwszy film Cum-Spoiled Sluts z Haze, Johnnym Sinsem, Nikki Rhodes i Jamesem Deenem, zrealizowano 23 marca 2009 roku, a następny Anal Academics – 6 lipca 2009.
W 2012 Haze oficjalnie wycofała się z branży pornograficznej przyznając, iż ostatnia produkcja z jej udziałem została zrealizowana w kwietniu 2011. Przyczyną jej odejścia z branży porno było piractwo i umieszczane w serwisie Pornhub klipy objęte prawem autorskim.
Na fali popularności założyła własną firmę sprzedającą gadżety erotyczne sygnowane jej nazwiskiem.

### Działalność poza przemysłem porno
Gościła w programie The Howard Stern Show (2003), serialu dokumentalnym HBO Pornobiznes: Naga prawda (Pornucopia: Going Down in the Valley, 2004) i talk-show Merry Jane Queens of the Stoned Age (2017), którego producentem wykonawczym był Snoop Dogg.
Wystąpiła w scenie mainstreamowej komedii Judda Apatowa Supersamiec (Superbad, 2007) z Jonahem Hillem, Sethem Rogenem i Emmą Stone. W dramacie sensacyjnym Adrenalina 2. Pod napięciem (Crank: High Voltage, 2009) z Jasonem Stathamem była jedną z gwiazd porno na strajku. Trafiła też do obsady komedii kryminalnej Pocket Listing (2015) z Robem Lowe i Burtem Reynoldsem.
1 marca 2019 ukazał się zin ze zdjęciami Jenny Haze „Last Dance”, w ramach wystawy fotograficznej Paper Work w galerii sztuki These Days w Los Angeles.
W czerwcu 2019 przeprowadziła wykład TEDx na temat zagrożeń pornografii w internecie wśród nieletnich na Uniwersytecie w Hasselt w Belgii.

## Życie prywatne
W latach 2005–2009 związana była z aktorem, reżyserem i producentem filmów porno Julesem Jordanem. W latach 2012–2013 romansowała z Gregiem Puciato, wokalistą zespołu The Dillinger Escape Plan.

## Nagrody i wyróżnienia
| Rok  | Nagroda                                  | Kategoria                               | Film                                      | Inni wykonawcy |
| ---- | ---------------------------------------- | --------------------------------------- | ----------------------------------------- | --- |
| 2001 | AVN Award                                | Najlepsza gwiazdka                      | –                                         | – |
| 2001 | AVN Award                                | Najlepsza scena seksu solo              | Big Bottom Sadie (2002)                   | – |
| 2006 | F.A.M.E. Awards                          | Ulubiony najlepszy tyłek według fanów   | –                                         | – |
| 2007 | CAVR Award                               | Najlepsza wykonawczyni filmowa          | Jenna Haze Darkside (2006)                | – |
| 2007 | AVN Award                                | Najlepsza realizacja gonzo              | Jenna Haze Darkside (2006)                | – |
| 2007 | AVN Award                                | Najlepsza scena seksu grupowego – wideo | Fashionistas Safado: The Challenge (2006) | Melissa Lauren, Belladonna, Gianna Michaels, Sandra Romain, Adrianna Nicole, Flower Tucci, Sasha Grey, Nicole Sheridan, Marie Luv, Caroline Pierce, Lia Baren, Jewell Marceau, Jean Val Jean, Christian XXX, Chris Charming, Voodoo, Erik Everhard, Mr. Pete i Rocco Siffredi |
| 2007 | XRCO Award                               | Najlepsza chemia                        | Fashionistas Safado: The Challenge (2006) | Gianna Michaels i Rocco Siffredi |
| 2007 | Ninfa                                    | Najbardziej skandaliczna scena seksu    | Fashionistas Safado: The Challenge (2006) | Sandra Romain, Melissa Lauren, Belladonna, Jean Val Jean, Gianna Michaels i Rocco Siffredi |
| 2007 | F.A.M.E. Award                           | Ulubiona gwiazdka seksu oralnego        | –                                         | – |
| 2008 | AVN Award                                | Najlepsza scena seksu pary – wideo      | Evil Anal 2 (2007)                        | Manuel Ferrara |
| 2008 | XRCO Award –                             | Orgasmic Oralist                        | –                                         | – |
| 2008 | F.A.M.E. Award                           | Ulubiona gwiazdka seksu analnego        | –                                         | – |
| 2008 | Adult Nightclub and Exotic Dancer Awards | Adult Movie Entertainer of the Year     | –                                         | – |
| 2009 | Orgazmik Award                           | Wykonawczyni roku                       | Pirates II: Stagnetti’s Revenge (2009)    | – |
| 2009 | AVN Award                                | Wykonawczyni roku                       | –                                         | – |
| 2009 | AVN Award                                | Najlepsza złośnica                      | Pretty As They Cum (2008)                 | – |
| 2009 | XBIZ Award                               | Wykonawczyni roku                       | –                                         | – |
| 2009 | XRCO Award                               | Wykonawczyni roku                       | –                                         | – |
| 2009 | F.A.M.E. Award                           | Dirtiest Girl In Porn                   | –                                         | – |
| 2009 | F.A.M.E. Award                           | Ulubiona gwiazdka seksu oralnego        | –                                         | – |
| 2009 | Nightmoves Award                         | Best Feature Dancer (Editor’s Choice)   | –                                         | – |
| 2009 | Hot d’Or                                 | Najlepsza wykonawczyni amerykańska      | –                                         | – |
| 2010 | XRCO Award                               | Orgasmic Analist                        | –                                         | – |
| 2010 | XFANZ Award                              | Gwiazda roku                            | –                                         | – |
| 2010 | F.A.M.E. Award                           | Dirtiest Girl In Porn                   | –                                         | – |
| 2010 | F.A.M.E. Award                           | Ulubiona gwiazdka seksu analnego        | –                                         | – |
| 2011 | AVN Award                                | Najlepsza realizacja samych dziewczyn   | Meow! (2010)                              | – |
| 2011 | AVN Fan Award                            | Ulubiona wykonawczyni                   | –                                         | – |
| 2011 | XRCO Award                               | Orgasmic Oralist                        | –                                         | – |

## Filmografia
| Rok  | Tytuł                                                                                | Rola                             | Reżyser                      |
| ---- | ------------------------------------------------------------------------------------ | -------------------------------- | ---------------------------- |
| 2004 | Pornobiznes: Naga prawda (Pornucopia: Going Down in the Valley, serial dokumentalny) | w roli samej siebie              | Dan Chaykin                  |
| 2007 | Supersamiec (Superbad)                                                               | podróżniczka                     | Greg Mottola                 |
| 2008 | Pirates II: Stagnetti’s Revenge                                                      | niewolnica Anne                  | Joone                        |
| 2009 | Adrenalina 2. Pod napięciem (Crank: High Voltage)                                    | protestująca dziewczyna w bikini | Mark Neveldine, Brian Taylor |
| 2013 | Skum Rocks! (film dokumentalny)                                                      | w roli samej siebie              | Clay Westervelt              |
| 2014 | Pośród wilków (Raised by Wolves)                                                     | Suzy Whitefeather                | Mitchell Altieri             |
| 2015 | Pocket Listing                                                                       | Chloe                            | Conor Allyn                  |